# Ján Maslen
Ján Maslen (* 11. září 1958) je bývalý slovenský fotbalista. Po skončení aktivní kariéry působí jako trenér.

## Fotbalová kariéra
V československé lize hrál za ZŤS Petržalka. Nastoupil v 8 ligových utkáních. Po odchodu z Petržalky hrál za Slovan Agro Levice.

## Ligová bilance
| Ročník                                      | Zápasy | Góly | Minuty | Klub               |
| ------------------------------------------- | ------ | ---- | ------ | ------------------ |
| 1. československá fotbalová liga 1981/82    | 8      | 0    | 406    | ZŤS Petržalka      |
| 1. slovenská národní fotbalová liga 1982/83 | 17     | 0    | -      | ZŤS Petržalka      |
| 1. slovenská národní fotbalová liga 1983/84 | 11     | 1    | -      | ZŤS Petržalka      |
| 1. slovenská národní fotbalová liga 1984/85 | 27     | 1    | -      | Slovan Agro Levice |
| 1. slovenská národní fotbalová liga 1985/86 | 30     | 1    | -      | Slovan Agro Levice |
| 1. slovenská národní fotbalová liga 1986/87 | 27     | 1    | -      | Slovan Agro Levice |
| 1. slovenská národní fotbalová liga 1987/88 | 29     | 2    | -      | Slovan Agro Levice |
| 1. slovenská národní fotbalová liga 1988/89 | 29     | 2    | -      | Slovan Agro Levice |
| CELKEM                                      | 8      | 0    | 406    |                    |